# بديعة بنت الحسن
بديعة بنت الحسن (23 مارس 1974) أميرة أردنية، الابنة الثالثة للأمير الحسن بن طلال والأميرة ثروت الحسن، وابنة عم الملك عبد الله الثاني.
ترأس الأميرة بديعة بنت الحسن هيئة «جوائز موزاييك للمواهب» في لندن وهي عضو في مجلسها، كما ساهمت في تعزيز عمل المؤسسة منذ إنشائها.

## التعليم
ارتادت مدرسة البكالوريا بعمّان، ومن ثم مدرسة شيربورن للبنات. وهي تحمل شهادة البكالوريوس مع مرتبة الشرف في التاريخ من جامعة أكسفورد، وشهادة الماجستير في القانون الدولي العام من كلية لندن للاقتصاد.
الأميرة بديعة هي محامية غير ممارسة، وقد استدعيت إلى نقابة المحامين من قبل لينكولن إن Lincoln's Inn في عام 1998. واكتسبت بعد ذلك الخبرة في العمل لصالح وكالات الأمم المتحدة في جنيف ونيويورك.

## النشاطات والمبادرات
عملت من خلال العديد من المبادرات، لتعزيز التفاهم بين الأديان والثقافات، فضلاً عن مشاريع لتعزيز حقوق الإنسان، وبشكل خاص حقوق طالبي اللجوء واللاجئين.
وتشارك في نشاطات الجمعيات الخيرية والبرامج التي تعمل على دعم الشباب والمرأة. ومما تشمله التزاماتها في المملكة المتحدة، دورها كمؤسس رئيس لـ”موزاييك”، وراعية للتطورات والتنمية في محو الأمية (DIL)-المملكة المتحدة، وراعية لعمل الشباب، وراعية لجوائز الإنجاز للمرأة الآسيوية. وتتم دعوة سموّها بانتظام لإلقاء محاضرات عن الإسلام والعلاقات بين الأديان وحقوق الإنسان والقضايا ذات الصلة.

## الحياة الأسرية
تمت خطبة الأميرة بديعة من السيد خالد إدوارد بلير في سبتمبر 2004، وتزوجا في مدينة عمان في 24 يونيو من عام 2005. لديهم ابن واحد اسمه علي.[بحاجة لمصدر]